# Wenchang (bóstwo)
Wenchang (chiń. 文昌), honorowo tytułowany cesarzem: Wenchang Dijun (文昌帝君) lub królem: Wenchang Wang (文昌王) – bóstwo z ludowych wierzeń chińskich, bóg literatury i piśmiennictwa. 
Istnieje wiele różnorodnych podań wyjaśniających początki kultu Wenchanga. Najczęściej identyfikowano go z żyjącym za czasów dynastii Tang Zhang Ya (張亞), urzędnikiem, który pewnego dnia zniknął w niewyjaśniony sposób. Inne podania dopatrywały się w nim Zhanga Yazi (張亞子), który w bitwie za czasów dynastii Jin poległ i objawił się jako duch Zitong (梓潼), przepowiadając upadek rebelii podczas powstania Wang Juna w roku 1000.
Utożsamiano go też często z patronem egzaminów urzędniczych Kuixingiem i łowcą demonów Zhong Kuiem. 
Jego pałac lokalizowany jest w wierzchołku głowy Oriona lub w konstelacji Wielkiej Niedźwiedzicy. Święto Wenchanga przypada trzeciego dnia drugiego miesiąca kalendarza księżycowego. W ikonografii przedstawiany jest w pozycji stojącej, ale najczęściej jako postać siedząca na chmurze. O randze bóstwa świadczy nieodłączny jego atrybut berło. Pomocnikami Wenchanga są Tianlong (天聾) i Diya (地啞).